# Shigeo Arai
Pour les articles homonymes, voir Arai (homonymie).
Shigeo Arai est un nageur japonais, né le 8 août 1916 à Shizuoka et décédé à la guerre en Birmanie le 19 juillet 1944 .

## Jeux olympiques
- Jeux olympiques d'été de 1936 à Berlin 
  -  Médaille d'or en relais 4 × 200 m nage libre.
  -  Médaille de bronze du 100 m nage libre.